# Chicerea, Neamț
Chicerea este un sat în comuna Stănița din județul Neamț, Moldova, România.
Parte a comunei Stănița, satul Chicerea este dominat vizual de Biserica „Sfântul Mare Mucenic Dimitrie Izvorâtorul de Mir”.
Începută în plin regim comunist în anul 1975, biserica a fost finalizată și sfințită în anul 1977.